# Кириченко Олександр Миколайович
Олекса́ндр Микола́йович Кириче́нко (* 9 вересня 1884, Бердянськ — † 23 січня 1971, Ленінград) — російський радянський ентомолог українського походження. Вивчав напівтвердокрилих комах (клопів). Доктор біологічних наук (1934), професор (1939).

## Біографія[1]
О. М. Кириченко народився в родині народних учителів, але рано став сиротою. У дитинстві та юності він жив у Керчі (Кримський півострів). У шкільні роки у нього з'явилося два найголовніші захоплення, які визначили його життєвий шлях: колекціонування комах та подорожі.
Він закінчив Керченську гімназію (1903) і став студентом відділення природничих наук Харківського університету. Наступного року Олександр переїхав до Петербургу і продовжив навчання у місцевому університеті. У жовтні 1907 року він прийшов до Зоологічного музею (майбутній Зоологічний інститут — ЗІН), і не розлучався з ним до кінця життя.
Попервах він працював поза штатом, допомагаючи монтувати метеликів для наукової колекції, а коли траплялася вільна година, доводив до ладу колекції напівтвердокрилих, яких зібрав у Криму. Спілкування зі спеціалістами по цій групі комах визначило його наукові інтереси. У 1914 році його переводять молодшим зоологом відділу напівтвердокрилих комах. Наполеглива праця й численні публікації швидко принесли йому визнання ентомологів. У 1916 році він стає штатним працівником Зоомузею, у 1920 році — старшим зоологом. Одночасно він викладає у Камяноостровському (Петроград) сільськогосподарському інституті (1919—1922), проводить екскурсії (1920—1923), працює у Державному інституті дослідної агрономії (1926—1930), а також викладає на Вищих курсах прикладної зоології та фітопатології.
Коли Зоомузей реорганізували у ЗІН, Олександра Миколайовича призначили зав. відділу наземних безхребетних (1930). Він керував ним до 1942 року. Враховуючи його капітальні праці, йому без захисту дисертації надали ступінь доктора біологічних наук (1934) і звання професора (1939). На початку війни протягом 16 місяців О. Кириченко фактично очолював ЗІН — спочатку як заступник директора інституту, потім як виконувач обов'язків директора. Йому довелося у жахливу пору обстрілів, бомбардування і блокади міста клопотатися про збереження величезних колекцій та бібліотеки ЗІНу, налагодження його роботи, допомогу працівникам. Він організовував евакуацію інституту до Таджикистану (1942).
У 1965 році О. М. Кириченко виходить на пенсію, але продовжує працювати — в інституті, а потім вдома, до останнього дня життя.
Вчений нагороджений орденом Леніна (1953), орденом Трудового Червоного Прапора (1944), медалями «За оборону Ленінграда» (1944) та «За доблесну працю в Великій Вітчизняній війні 1941—1945» (1946), а також Почесною грамотою Президії Верховної Ради Таджицької РСР.

### Сім'я
- дружина Євгенія Михайлівна Кириченко
- син Лев Олександрович Кириченко
- син Іларій Олександрович Кириченко[2]
- старший брат Олексій Миколайович Кириченко (1883—1942), професор-ентомолог і фотограф[3][4]

## Науково-дослідна робота
О. Кириченко був одним з небагатьох спеціалістів, дослідження яких охоплювали не окремі родини Напівтвердокрилих, а увесь ряд Hemiptera. Ледь не третина його публікацій присвячена фауністиці тих чи інших регіонів: Кавказу, Таджикистану та інших теренів Росії-СРСР, а також Туреччини, Афганістану, Ірану. Вагомим став і внесок у систематику клопів — ним описано 34 нових роди та підроди і 223 нових види цих комах. Серед них види з Африки, індонезійського острова Комодо, вчений обробляв зібране англійською експедицією під час сходження на Джомолунгму.
Його праці насичені цінними відомостями про екологію різних видів клопів — результат оригінальних спостережень у природі та лабораторії. Завдяки глибоким знанням і доброзичливості, він регулярно й охоче консультував працівників сільського господарства, брав участь у підготовці практичних довідників. Його праці заклали підвалини заходів боротьби з важливим ворогом зернових — клопом шкідливою черепашкою.
Вільно орієнтуючись у географічному поширенні сотень видів комах, він чимало зробив і в галузі зоогеографії (зокрема, Середньої Азії).

### Експедиції, колекції, бібліотека
Ще школярем О. М. Кириченко збирав численні колекції комах у Криму та на Кавказі. Згодом він неодноразово їздив з цією ж метою до Середньої Азії, збирав у Європейській частині СРСР, на Уралі, Далекому Сході, Байкалі, в Ірані й Монголії, в горах і пустелях. Одну з перших експедицій він здійснив до Паміру із А. М. Авіновим. Неодноразово йому доручали керувати експедиціями (наприклад, першою радянської зоологічною експедицією до Монголії). З усіх поїздок він привозив багатющі колекції, причому не лише клопів. По зібраним ним комахам інші вчені описали не один новий для науки вид
У поповненні наукової колекції напівтвердокрилих ЗІНу О. М. Кириченко вбачав одне з навайжливіших своїх завдань. Він створив цілу мережу з ентомологів та ентузіастів всієї країни, налагодив активний обмін та постачання з-за кордону. Йому надсилали колекції російські ентомологи-емігранти, закордонні музеї. До збирання клопів вчений залучив родичів, членів власної родини. Аби поповнити колекцію цінними екземплярами, він обмінював їх на комах інших груп, навіть на книги та колекційні поштові марки. Все зібране за багато років до нього, вивчалося, монтувалося й визначалося. Олександр Миколайович власноручно поповнював інститутську наукову колекцію 80-100 екземплярами щодня. Протягом 60 років зусиллями вченого колекція досягла обсягу півмільйона екземплярів. В світі немає більшого зібрання напівтвердокрилих Палеарктики, вона також є одним з найбільших в світі зібрань тропічної фауни.
О. М. Кириченко тривалий час (1915—1949) очолював бібліотеку Російського (Всесоюзного) ентомологічного товариства . Чудово знаючи спеціальну літературу, він поповнював її сучасними і рідкісними виданнями, налагодив обмін з закордоном, ретельно вів каталоги, видавав книжки — і весь цей час був єдиним працівником бібліотеки. Величезною була і його особиста біологічна бібліотека, що містила ентомологічні видання з XVIII століття і до сьогодення. Теж споряджена картотекою і рукописними доповненнями до каталогів, вона була відкрита для колег та друзів.
А. Н. был человек, фанатически преданный своей работе, умевший работать фундаментально, не разбрасываясь, с исключительным трудолюбием, настойчивостью и аккуратностью. Оценивая все, что было им сделано, нелегко поверить, что это труд одного человека, а не целого коллектива. Всю жизнь А. Н. работал с дальним прицелом, не только и не столько создавая условия для своей текущей работы; но даже больше для того, чтобы на многие годы вперед создать базу для гемиптерологических работ в нашей стране. Преданность А. Н. работе вызывала у всех глубочайшие
симпатии к нему. І. М. Кержнер, О. О. Штакельберг 

### Публікації
Перу О. М. Кириченка належить близько 130 наукових публікацій, переважна більшість яких присвячена напівтвердокрилим. Найважливіші серед його праць:
- Dysodiidae и Aradidae. Фауна России и сопредельных стран, преимущественно по коллекциям Зоологического музея Академии нау.к. Насекомые полужесткокрылые (Insecta Hemiptera), Vl, 1, 1913, СПб., 302 с.

- Coreidae Coreinae. Фауна России и сопредельных стран, преимущественно no коллекциям Зоологического музея Академии наук. Насекомые полужесткокрылые. (Insecta Hemiptera); Vl, 2, 1916, Пгр., 395 с.

- Настоящие полужесткокрылые европейской части СССР (Hemiptera). Определитель и библиоrрафия. (Опред. по фауне СССР, изд. Зоолоr. инст. АН СССР, 42). М.-Л., Изд. АН СССР, 1951. — 423 с.

- Методы сбора настоящих полужесткокрылых и изучения местных фаун.(АН СССР, Зоологические инструкции в помощь работающим по зоологии в поле и лаборатории, 7), М.–Л., 1957. — 213 с.

У доробку ентомолога — низка публікацій про фауну України:
- Серія з 8 статей про напівтвердокрилих Криму (1911—1938)

- Материалы для изучения фауны полужесткокрылых (Hemiptera–Heteroptera) Полтавской губ. // Ежегодник Полтавского губернского земства,1915 (1913), № 2, с. 13-20

- Фауна Hemiptera-Heteroptera Велико-Анадольской дачи и Мариупольского опытного лесничества Екатеринославской губ. // Записки Новороссийского общества естествоиспытателей. Одесса, 1916, т. 41, с. 247—263

- Фауна Hemiptera-Heteroptera Херсонской губ. // Записки Новороссийского общества естествоиспытателей. Одесса, 1916, т. 41, с. 264—273

- Матеріяли до пізнання фавни справжніх полутвердокрильців (Hemiptera Heteroptera) Харківсьноі губернії // Збірник nраць Зоологічного музею, Киів, 8. ВУАН, Труди фізично-математичного відділу, 1930, т. 15, вип.. 2, с. 177—215 (281—319).

- Обзор фауны настоящих полужесткокрылых (Hemiptera-Heteroptera) северо-восточной части Донбасса (бывш. Луганский окр. УССР) // Труды Зоологического института АН СССР, 1933, т. 1, вып. 3–4, с. 415—482. (Разом з В. I. Талицьким)

Повний перелік публікацій дивись. Значна їх частина є доступною на.

## Пам'ять
На честь О. М. Кириченка названо рід мух-тахін Kiritshenkia Zimin, 20 видів напівтвердокрилих та чимала кількість комах інших таксонів.